# ヨーロッパトラザメ
ヨーロッパトラザメ Scyliorhinus stellaris はトラザメ属に属するサメの一種。北東大西洋、深度20-60mの沿岸の岩礁域や藻場で見られる。最大1.6mになり、頑丈な体と幅広い頭部を持つ。背鰭は丸く、体の後方にある。近縁種のハナカケトラザメと似ているが、本種は前鼻弁が口に達しないことで区別できる。
夜行性で、日中は岩穴に潜む。底生の捕食者で、硬骨魚・甲殻類・頭足類などを食べる。卵生で、雌は3-10月に厚い卵殻を持った卵を2個ずつ産む。孵化には7-12ヶ月かかる。ヨーロッパでは食用とされ、様々な名で販売される。皮もやすりとして利用されていた。地中海では個体数が減少しており、IUCNは保全状況を危急種としている。

## 分類

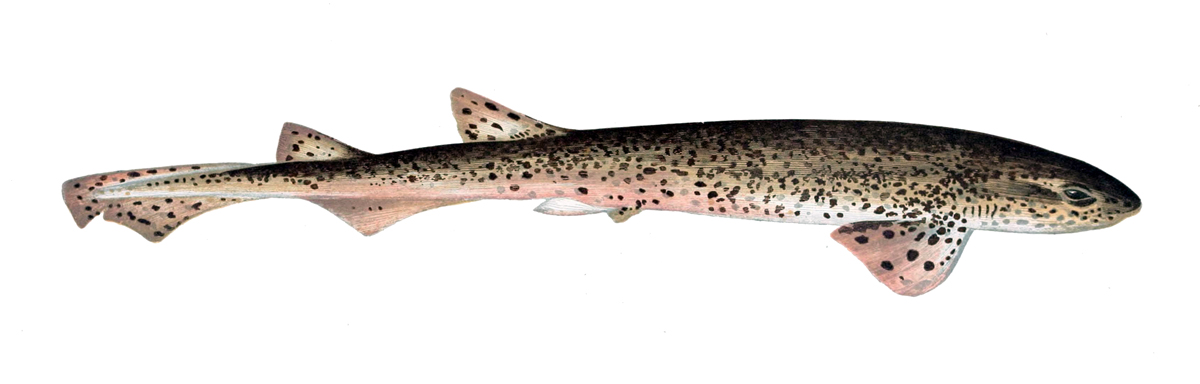
Les poissons (1877) によるイラスト。

カール・フォン・リンネにより1758年の『自然の体系』第10版において記載された。この時の学名はSqualus stellaris で、種小名はラテン語で"星のような"を意味する。タイプ標本は指定されなかった。1973年、Stewart Springerは本種をScyliorhinus 属に移した。英名"nursehound"は英国の漁師の古い迷信に由来し、本種が他の小型トラザメの看護をすると考えられていたことによる。"huss"は"nurse"の変形によるものだと考えられる。

## 分布
北東大西洋で見られ、ノルウェー南部・スウェーデンからセネガルと、ブリテン諸島・地中海全域・カナリア諸島に分布する。コンゴ川まで分布するという報告もあるが、西アフリカからの記録は同属のScyliorhinus cervigoni の誤同定だと考えられる。分布はかなり断片的であるようで、特に島嶼部では小さな地域個体群に分かれ、個体の交換が制限されている。潮間帯から深度400mまで見られるが、一般的には20-63mの範囲である。底生で、粗い岩が多く水流の弱い場所や、海藻に覆われた場所を好む。地中海では海藻に覆われたサンゴを好む。

## 形態

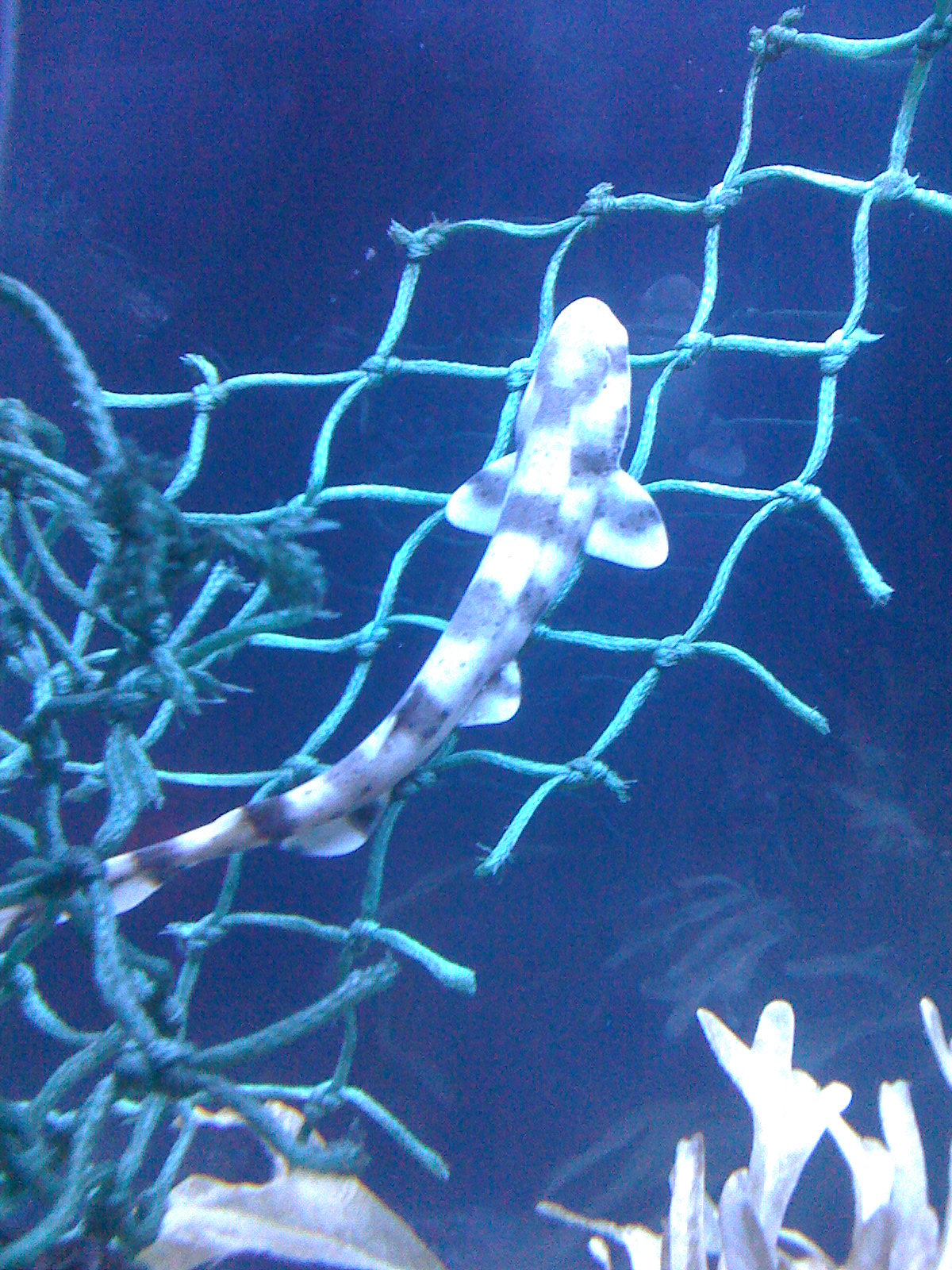
幼体には顕著な鞍状模様がある。

最大で1.6mになるが、通常は1.3mを超えない。頭部は丸くて幅広く、体は頑丈で尾に向けて細くなる。眼は楕円形で、下縁には厚く深い褶があるが、瞬膜はない。ハナカケトラザメと異なり、前鼻弁は大きいが、口には達しない。片側の歯列は、上顎で22-27・下顎で18-21。上顎に0-2・下顎に2-4の正中歯列がある。歯はY字型で縁は滑らかである。前方の歯は1本の尖頭のみを持つが、後方の歯はそれに加え1対の小尖頭を持つ。後方の歯ほど大きさは小さく、小尖頭は大きくなり、より口角に向けて傾く。鰓裂は5対で小さく、後方2対は胸鰭の上にある。
2基の背鰭は体の後方に位置する。第一背鰭は第二より大きく、腹鰭の基部の上から起始する。胸鰭は大きい。雄では腹鰭の内縁が癒合し、クラスパーをエプロン状に包む。尾鰭は幅広く、ほぼ水平で、下葉は不明瞭。皮膚は立ち上がった大きな皮歯で覆われ、非常に粗い。背面と体側は小さな黒点で覆われ、灰色か褐色の地の上に、瞳孔より大きい様々な形の褐色斑が間を開けて散らばる。模様は個体・年齢によって大きく変化し、白点があることもあれば、褐色の点が大きく広がって全身が暗い色になることもある。また、幼体の持つ薄い鞍状模様が残ることもある。腹面は白。

## 生態
主に夜行性で、日中は小さな岩穴や深い場所で過ごし、夜間に狩りを行う。複数個体が同じ地域で隠れ場所を探し、2個体が同じ穴に入ることもある。ある追跡調査では、1匹の未成体が168日以上にわたって5箇所の隠れ場所を使い続け、日が昇ると必ずその内の1つに戻った。隠れ場所は外敵から逃れるだけでなく、同種個体からの攻撃を避けたり、体温調節を行ったりする役目もあると考えられている。飼育下では群れで休息する傾向にあるが、各群の構成個体は頻繁に入れ替わる。ハナカケトラザメより稀な種である。
餌は様々な底生動物で、硬骨魚ではサバ・ヤセムツ科・ネズッポ科・ホウボウ科・カレイ目・ニシンなど。ハナカケトラザメなどの小型サメ類も食べる。甲殻類ではカニが中心で、大型のエビやヤドカリも餌とする。頭足類も食べる。機会があれば死骸を漁ることもある。幼体は甲殻類を食べるが、成体では魚類・頭足類が比較的多くなる。寄生虫として単生類のHexabothrium appendiculatum ・Leptocotyle major、条虫のAcanthobothrium coronatum、トリパノソーマの Trypanosoma scyllii・ウオノエ科のソコウオノエ、カイアシ類のLernaeopoda galeiが知られている。ヨーロッパアラムシロは、本種の卵を穿孔し卵黄を吸い出す。

### 生活史

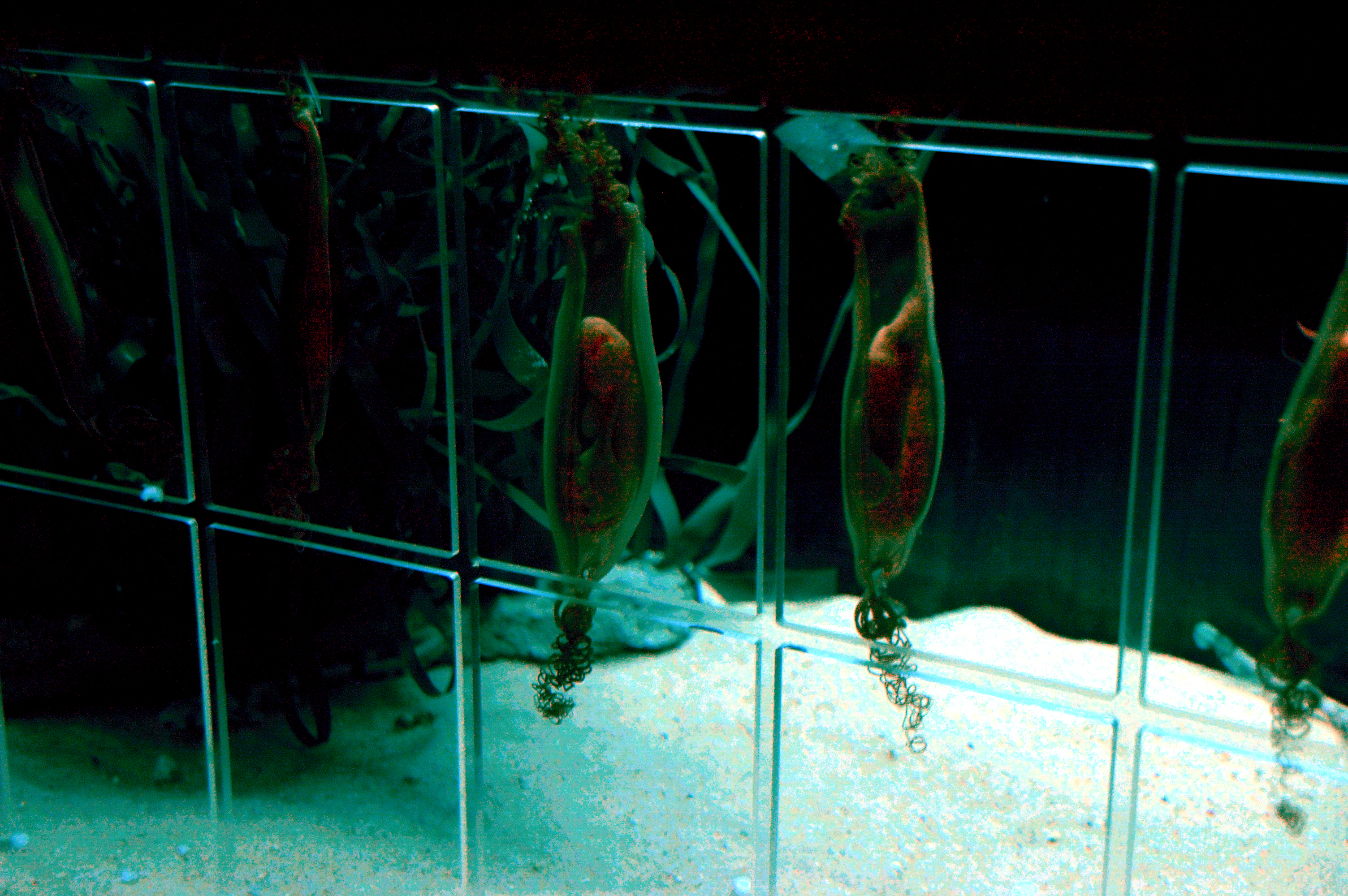
卵殻。幾つかは切り開かれて中身が見える状態にされている。

他のトラザメ類同様に卵生である。産卵場所としてイギリスのファルマスやウェンブリー湾、イタリア半島周辺の各地、特にナポリ湾のSanta Croce Bankが知られている。成体は春から初夏に浅瀬に移動し、夜に交尾を行う。卵は3-10月に産み付けられる。雌は年間77–109個の卵子を生産するが、全てが排卵されるわけではなく、産卵に至るのは9-41個である。卵は輸卵管あたり1個、合計2個ずつ産み付けられ、長さ10-13cm・幅3.5mの厚い暗褐色の卵殻に包まれる。四隅には巻きひげがあり、雌はこれを用いて卵をウガノモク属やカラフトコンブなどの海藻に固定する。
孵化には、北海と大西洋で10-12ヶ月、地中海南部で7ヶ月かかる。孵化時の大きさは、イギリスで16cm・フランスで10-12cm。顕著な鞍状模様を持ち、1日あたり0.45-0.56mmの速度で成長する。・全長77-79cmになると性成熟し、孵化時の成長速度が継続したとすると、これは4歳頃と推定される。寿命は最低でも19年。

## 人との関わり

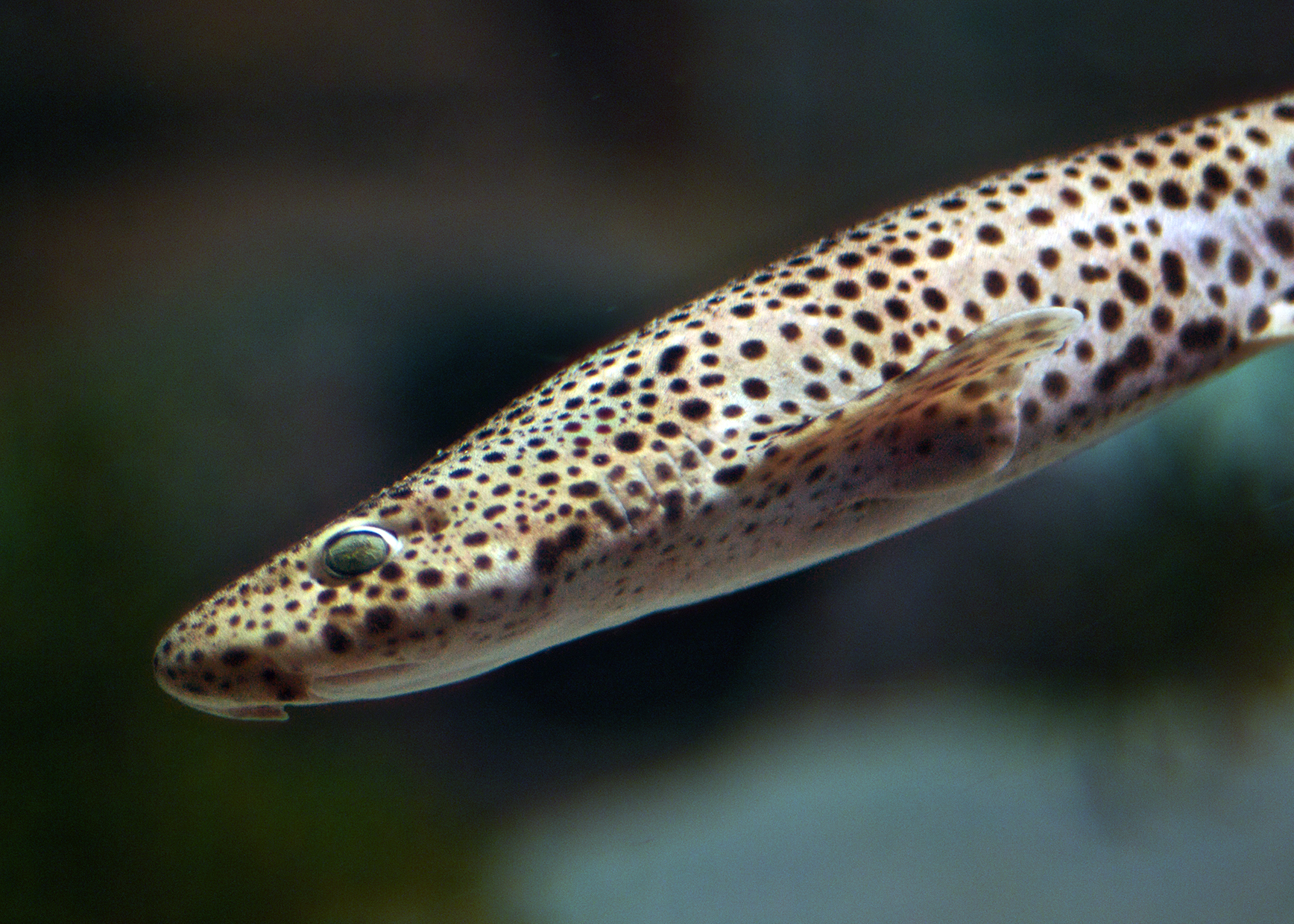
水族館の個体。飼育環境にはよく慣れる。

人には一般的に無害である。だが、19世紀のイギリスの博物学者、Jonathan Couchは"歯は他の多くのサメのようには恐ろしくないが、別の手段で敵から身を守ることができる。手で掴まれると体を腕に巻き付け、外敵の表皮に、皮膚の頑丈な棘をやすりのように擦り付ける。これによる表皮の裂傷に耐えられる動物はそう多くない。"と書いている。多くの水族館で展示され、飼育下繁殖も行われている。
本種の革は粗いため、"rubskin"と呼ばれて木材やアラバスターの研磨・矢や樽の表面仕上げ・軽石の代替としてビーバーハットの表面を毛羽立たせることなどに使われていた。1ポンドの皮の価値はハンドレッドウェイト（100ポンド）の紙やすりに匹敵した。肝油も利用され、死骸は分割されてカニ籠の餌としても利用される。肉は生・干物・塩漬けなどで販売されるが、低品質だとみなされることもある。イギリスでは"flake"・"catfish"・"rock eel"・"rock salmon"などの名で販売される種の一種である。フランスではgrande rousette ・saumonette などの名が用いられ、後者は皮と頭部が除去された状態が鮭に似ているためである。魚粉に加工されることもあり、鰭はフカヒレとしてアジアに輸出されることもある。水揚げ量はフランスが最大で、イギリス、ポルトガルが続く。底引き網・刺し網・底延縄・手繰り釣り・定置網などで漁獲される。2004年の北西大西洋での漁獲量は208tと報告されている。
種特異的なデータが少ないため、漁業活動の個体数への影響を測ることは難しい。ハナカケトラザメより大型で分布が断片的であるため、資源量が回復しにくく、乱獲には弱い。リオン湾・アルバニア・バレアレス諸島周辺ではかなり減少している証拠がある。ティレニア海北部では、1970年代から99%以上減少している。これらの減少傾向から、IUCNは保全状況を準絶滅危惧としている。
日本ではアクアワールド大洗で見ることができた。